# Persea melanophylla
Persea melanophylla là loài thực vật có hoa trong họ Nguyệt quế. Loài này được (H.W. Li) Kosterm. miêu tả khoa học đầu tiên năm 1990.